# جورج کالین
جورج کالین (انگلیسی: George Collin; ۱۳ سپتامبر ۱۹۰۵ – ۱ فوریهٔ ۱۹۸۹) فوتبالیست اهل بریتانیا بود.
از باشگاه‌هایی که در آن بازی کرده‌است می‌توان به باشگاه فوتبال آرسنال، باشگاه فوتبال ای. اف. سی بورنموث، باشگاه فوتبال پورت ویل، باشگاه فوتبال دربی کانتی، و باشگاه فوتبال ساندرلند اشاره کرد. او از ۱۹۲۷ تا ۱۹۳۶ در سن ۹ سالگی با باشگاه فوتبال دربی کانتی بازی را شروع کرد و ادامه داد.